# Luz María Villarreal de Puga
Luz María Villareal Millán (Ciudad de México 8 de marzo de 1913- Guadalajara 11 de noviembre de 2013), más conocida como Luz María Villareal de Puga o Maestra Puga, fue una bióloga y divulgadora de las ciencias biológicas mexicana. 
Es reconocida por sus aportes en el descubrimiento de los maíces perennes Zea Perennis, en Ciudad Guzmán y Zea Diploperennis, en la Sierra de Manantlán. Además fue impulsora de la Reserva Biológica de la Sierra de Manantlán.

## Biografía
Tras graduarse en 1928 trabajó como secretaria varios años hasta que abandonó temporalmente su trabajo, en 1942, cuando se casó con Felipe González Ordorica, de quien se separó años más tarde. 
A pesar de su interés en la botánica, no se pudo desarrollar plenamente en ese ámbito hasta 1959, cuando contrajo matrimonio con el ingeniero Luis Puga Robles Gil, y se mudó con él a Guadalajara en 1960. 
Murió el 11 de noviembre de 2013, ocho meses después de cumplir 100 años.

## Trayectoria
Se formó como profesora normalista en el Colegio de las Vizcaínas, donde conoció a su maestra Irene Baeza, quien fue su principal motivación para iniciar carrera en la botánica. En la década de los sesenta realizó una especialización en Biología en la Escuela Normal Superior Nueva Galicia de Guadalajara.
Trabajó como secretaria y además colaboró en la Central de Publicaciones, que editaba la revista Síntesis del Pensamiento Mundial.
En 1960 se incorporó al Instituto de Botánica, desde ese entonces comenzó a coleccionar especímenes botánicos. Fundó el herbario del Instituto de Botánica de la Universidad de Guadalajara, el cual debido a su diversa flora, representa un valioso recurso para investigadores nacionales e internacionales.
Fue profesora de biología, zoología y botánica en escuelas preparatoria de la Universidad de Guadalajara. Fungió como directora del Instituto de Botánica de la Universidad de Guadalajara de 1980 a 1992. 

## Desarrollo en la biología
Durante su vida recolectó más de 17 mil ejemplares de plantas, que dispuso al Herbario del Instituto de Botánica de la Universidad. Hasta los 95 años participó en el montaje de ejemplares botánicos y vigiló el buen funcionamiento del mismo Herbario. Se jubiló en septiembre de 2008.
En 1967, fue la primera en identificar Ledenbergia Macranta, de la familia Phytolaccaceae, en México. Publicó trabajos sobre plantas medicinales, parásitos de gramíneas y margaritas, la historia de herbarios mexicanos y sobre floras regionales. Entre sus escritos se incluyen artículos especializados como "La Vegetación en la Zona del Silencio de Durango" (1965).
Es la creadora de la Biósfera de la Sierra de Manantlán a finales de los 90, desarrolló un papel preponderante en el descubrimiento del maíz perenne.
Dirigió viajes de campo organizados por la Sociedad Botánica del Estado de Jalisco y realizó viajes de campo a Europa, Panamá, Chile, Colombia, Ecuador, Cuba y las Islas Galápagos. 

## Publicaciones
- Investigación Botánica preliminar de la región norte del Estado de Jalisco. Revista de la Casa de la Cultura Jalisciense. enero-marzo, No. 1 (1969)
- Hallazgo del género Ledenbergia (Phytoloccaceae) en la Barranca de Atenquique, Jalisco. Primer Reporte para México. Revista de la Casa de la Cultura Jalisciense. Abril-junio. N.º 2 (1969)

## Premios y reconocimientos
- 1981. Nombramiento Socia Honoraria de la Sociedad Botánica de México
- 1981 y 1988. Reconocimiento de la Sociedad Botánica de México por el fomento a los estudios florísticos en el Occidente de México
- 1990. Maestra Emérita por la Universidad de Guadalajara
- 1992. Nombramiento Directora Honorífica Vitalicia del Instituto de Botánica de la Universidad de Guadalajara.
- 1994. Mérito Nacional Forestal y de la Vida Silvestre, en la categoría de Fomento de Flora
- 1997 Premio Jalisco en Ciencias Naturales
- 2000. Mérito Científico
- 2004. Doctorado honoris causa por la Universidad de Guadalajara